# Ocean City (Floride)
Pour les articles homonymes, voir Ocean City.
Ocean City est une census-designated place de Floride, située dans le comté d'Okaloosa.

## Démographie
| 2000  | 2010  | - | - | - | - |
| ----- | ----- | - | - | - | - |
| 5 594 | 5 550 | - | - | - | - |

## Source
- (en) Cet article est partiellement ou en totalité issu de l’article de Wikipédia en anglais intitulé « Ocean City, Florida » (voir la liste des auteurs).